# Fermi-Dirac-Integral
In der statistischen Physik wird das Fermi-Dirac-Integral (nach Enrico Fermi und Paul Dirac)  mit Index {\displaystyle j} definiert als
{\displaystyle F_{j}(x)={\frac {1}{\Gamma (j+1)}}\int _{0}^{\infty }{\frac {t^{j}}{\exp(t-x)+1}}\,\mathrm {d} t}
wobei {\displaystyle \Gamma (\cdot )} die Gammafunktion ist. Wird die untere Grenze des Integrals als Argument der Funktion angegeben
{\displaystyle F_{j}(x,b)={\frac {1}{\Gamma (j+1)}}\int _{b}^{\infty }{\frac {t^{j}}{\exp(t-x)+1}}\,\mathrm {d} t}
dann spricht man vom unvollständigen Fermi-Dirac-Integral.

## Anwendung für F1/2
Die Funktion tritt unter anderem auf in der Festkörperphysik im Zusammenhang mit der Aufenthaltsverteilung von Elektronen im Kristallgitter. Dort muss oft das Integral {\displaystyle F_{1/2}(x)} berechnet werden (siehe: Zustandsdichte). Substituiere beim zweiten Gleichheitszeichen {\displaystyle t:={\tfrac {E-E_{c}}{kT}}} sowie {\displaystyle x:={\tfrac {\mu -E_{c}}{kT}}}, sodass {\displaystyle \mathrm {d} E=kT\,\mathrm {d} t}:
{\displaystyle n=N\int _{E_{c}}^{\infty }{\frac {\sqrt {E-E_{c}}}{\exp \left({\frac {E-\mu }{kT}}\right)+1}}\,\mathrm {d} E=N\left(kT\right)^{\frac {3}{2}}{\frac {\sqrt {\pi }}{2}}{\frac {2}{\sqrt {\pi }}}\int _{0}^{\infty }{\frac {\sqrt {t}}{\exp \left(t-x\right)+1}}\,\mathrm {d} t=N\left(kT\right)^{\frac {3}{2}}{\frac {\sqrt {\pi }}{2}}F_{1/2}(x)}

## Näherung für F1/2
Das Integral {\displaystyle F_{1/2}(x)} lässt sich für verschiedene Wertebereiche von {\displaystyle x} näherungsweise lösen:
{\displaystyle {\tilde {F}}_{1/2}(x)={\begin{cases}{\frac {1}{e^{-x}+0{,}27}}&{\text{wenn }}\ -\infty <x<1{,}3\\{\frac {4}{3{\sqrt {\pi }}}}\left(x^{2}+{\frac {\pi ^{2}}{6}}\right)^{3/4}&{\text{wenn }}\ \,1{,}3\leq x<\infty \end{cases}}}
Der relative Fehler dieser Näherungslösung {\displaystyle \left({\tilde {F}}_{1/2}(x)-F_{1/2}(x)\right)/F_{1/2}(x)} beträgt maximal 3 % (maximale Abweichung bei {\displaystyle x=0} und bei {\displaystyle x=1{,}3}). Für große Entfernung vom Ursprung lässt sich {\displaystyle F_{1/2}(x)} durch zwei Funktionen annähern:
{\displaystyle F_{1/2}(x)\approx e^{x}}   für   {\displaystyle -x\gg 1}
{\displaystyle F_{1/2}(x)\approx {\frac {4}{3{\sqrt {\pi }}}}x^{3/2}}   für   {\displaystyle x\gg 1}

## Darstellung mit Polylogarithmen
Mittels des Polylogarithmus kann das Fermi-Dirac-Integral dargestellt werden als
{\displaystyle \mathrm {F} _{j}(x)=-\mathrm {Li} _{j+1}(-e^{x})}.
Wegen
{\displaystyle {\frac {\mathrm {d} }{\mathrm {d} x}}\mathrm {Li} _{n}(x)={\frac {1}{x}}\mathrm {Li} _{n-1}(x)}
folgt daraus
{\displaystyle {\frac {\mathrm {d} }{\mathrm {d} x}}\mathrm {F} _{j}(x)=\mathrm {F} _{j-1}(x)}.